# Minucciano
Minucciano é uma comuna italiana da região da Toscana, província de Lucca, com cerca de 2.521 habitantes. Estende-se por uma área de 57 km², tendo uma densidade populacional de 44 hab/km². Faz fronteira com Camporgiano, Casola in Lunigiana (MS), Fivizzano (MS), Giuncugnano, Massa (MS), Piazza al Serchio, Vagli Sotto.

## Demografia
| Variação demográfica do município entre 1861 e 2011                               |
|                                                                                   |
| Fonte: Istituto Nazionale di Statistica (ISTAT) - Elaboração gráfica da Wikipedia |